# Carlos Mauriño
Carlos Federico Mauriño (Buenos Aires, 14 de octubre de 1906-Buenos Aires, 9 de junio de 1974) fue un militar argentino que fue comandante en jefe de la Fuerza Aérea entre el 17 de enero de 1952 y el 20 de enero de 1955.

## Familia
Carlos Mauriño nació el 14 de octubre de 1906, sus padres fueron Federico Mauriño y Valentina Sancassani. Su padre Federico era afroargentino y pariente del coronel Domingo Sosa y también fue coronel del Ejército Argentino, al cual ingresó en 1882 siendo categorizado como «trigueño», y fue destinado a la Conquista del Chaco. Su madre, Valentina, era hija de inmigrantes provenientes de Italia.
El brigadier general Carlos Federico Mauriño estaba casado con Irma Sancassani. De este matrimonio nacieron dos hijos Carlos Federico. y Maria de las Mercedes el 18 de diciembre de 1962.

## Carrera

### Oficial del Ejército Argentino
Terminados sus estudios secundarios, Mauriño decidió seguir la carrera militar. Ingresó al Colegio Militar de la Nación el 1 de marzo de 1923, del cual egresaría el 22 de diciembre de 1925 como subteniente del arma de caballería. El 15 de marzo de 1928 inició el curso de aviador militar en la Escuela de Aviación Militar del cual se graduó en 1929, por lo que se desincorporó del arma de caballería para ingresar al arma de aviación del Ejército.
En 1930 se desempeñó como jefe de Escuadrilla de Observación con el grado de teniente, dos años más tarde estuvo al frente de una Escuadrilla de Avanzada y al mismo tiempo, durante el período comprendido entre los años 1931 y 1937, Mauriño fue profesor de Navegación en la Escuela Militar de Aviación. De 1937 a 1940, ejerció como kefe de Escuadrilla de Bombardeo, donde Carlos Mauriño ostentó los grados de teniente primero y Capitán.
Entre 1940 y 1942, realizó un curso en la Fuerza Aérea de los Estados Unidos habiendo estado incorporado en escuelas y también en unidades de observación y bombardeo. De regreso a su país, en 1943, fue jefe del Grupo 1 de Bombardeo hasta finales de 1945.

### Oficial de la Fuerza Aérea Argentina
Una vez creada la Fuerza Aérea Argentina, el 4 de enero de 1945, Carlos Mauriño fue dado de alta en el escalafón de la Aeronáutica Militar permanente con el grado de mayor, el equivalente al grado homónimo que ostentaba dentro de las filas del Ejército y ascendido a vicecomodoro. En 1946, fue inspector de unidades aéreas y posteriormente, entre 1948 y 1949, comandante de Bombardeo siendo ya como comodoro. En 1948, representó al Ministerio de Aeronáutica en la Exposición Aérea de Farnborough, Reino Unido.
A fines de 1949, Mauriño accedió al rango de brigadier y se desempeñó hasta diciembre de 1950 como inspector general de la Fuerza Aérea Argentina. En 1951, fue director general de Administrativa de Aeronáutica y ascendido a Brigadier Mayor.

## Titular de la Fuerza Aérea Argentina
El 17 de enero de 1952 el brigadier mayor Carlos Mauriño resultó designado comandante en jefe de la Fuerza Aérea Argentina en reemplazo del saliente brigadier general Gustavo Hermansson y promovido al grado inmediato superior (brigadier general).
Mauriño permaneció frente al Comando en Jefe de la Aeronáutica por tres años y tres días, y el 20 de enero de 1955 presentó su pedido de pase a retiro. En su lugar fue designado su segundo, el brigadier mayor Juan Fabri, quien se desempeñaba como jefe del Estado Mayor. Participó en la ceremonia de asunción del nuevo comandante en jefe, realizada el 25 de enero de ese año.

## Condecoraciones y distinciones
El brigadier general Carlos Mauriño poseía brevets de aviador militar de Brasil, España y Estados Unidos. Fue distinguido con la Cruz de Aviación de Primera Clase del Perú y como Gran Oficial de la Orden del Mérito Aeronáutico de Brasil.